# آرایه‌های ادبی
آرایه‌های ادبی یا صناعات ادبی یا صنایع بدیع در ادبیات فارسی، به‌کار بردن فنونی است که رعایت آن‌ها بر جلوه‌ها و جنبه‌های زیبایی و هنری سخن می‌افزاید. صنایع ادبی، دو دسته است: تناسب‌هایی آوایی و تناسب‌های معنایی.

## آرایه‌های لفظی
به آن دسته از آرایه‌های ادبی که از تناسب‌های آوایی و لفظی میان واژه‌ها پدید می‌آید می‌گویند.

### واج‌آرایی (نغمهٔ حروف)
به تکرار یک واج صامت یا مصوت در یک بیت یا عبارت گفته می‌شود به گونه‌ای که طنین آن در گوش بر جای بماند و باعث پیدایش موسیقی آوایی در آن بخش از سخن شود. تکرار آواها در چند دسته قابل تقسیم‌بندی‌اند: تکرار یک واج، چند واج درون یک هجا، کل هجا و توالی چند هجا.
| آرزویی در دلم دارم اگرچه دور دور |  | راه چاره رو نماید بهر ما فردی فکور |

(واج‌آرایی با تکرار حرف /ر/ به شعر آهنگ داده‌است)
| خیزید و خز آرید که هنگام خزان است |  | باد خنک از جانب خوارزم وزان است |

(واج‌آرایی با تکرار صامتهای /خ/ز/)
این دو حرف را می‌توان تداعی‌کنندهٔ فصل خزان دانست.
قابل ذکر است که واج تکرارشونده ممکن است صامت یا مصوت باشد (البته تکرار صامت بارزتر است). برای مثال:
| خوابِ نوشینِ بامدادِ رحیل |  | بازدارد پیاده را ز سبیل |

که همان‌طور که دیده می‌شود، تکرار مصوت کوتاه «اِ» در مصراع نخست، تکامل‌بخش موسیقی درونیِ شعر است.
| خیال خال تو با خود به خاک خواهم برد |  | که تا ز خال تو خاکم شود عبیر آمیز |

| قیامت قامت و قامت قیامت |  | قیامت می‌کند این قد و قامت |

| بر او راست خم کرد و چپ کرد راست |  | خروش از خم چرخ چاچی بخاست |

| شبست و شاهد و شمع و شراب و شیرینی |  | غنیمت است چنین شب که دوستان بینی |

| فغان کین لولیان شوخِ شیرینکارِ شهرآشوب |  | چنان بردند صبر از دل که ترکان خوان یغما را |

| صحن سرای دیده بشستم ولی چه سود |  | کین گوشه نیست در خورِ خیلِ خیالِ تو |

### سجع
سجع به معنی آوردن کلمات هم‌وزن و قافیه در یک عبارت یا نوشته یا انشا است. آوردن سجع می‌تواند به بهتر شدن مطلب، انشا یا نوشته ما بسیار کمک کند.
| خیال خال تو با خود به خاک خواهم برد |  | که تا زخال تو خاکم شود عبیر آمیز |

| قیامت قامت و قامت قیامت |  | قیامت می‌کند این قد و قامت |

| بر او راست خم کرد و چپ کرد راست |  | خروش از خم چرخ چاچی بخاست |

| شبست و شاهد و شمع و شراب و شیرینی |  | غنیمتست چنین شب که دوستان بینی |

### ترصیع
هر گاه اجزای دو بخش از یک بیت یا عبارت، نظیر به نظیر، هم‌وزن و در حرف آخر مشترک باشند. البته منظور از حروف آخر حروف اصلی و انتهایی است.
| ای منّور به تو نجوم جلال |  | وی مقّرر به تو رسوم کمال |

در مثال بالا ای و وی، منوّر و مقّرر، نجوم و رسوم و جلال و کمال هم وزن و در حرف آخر یکسان هستند، کلمات تو و به هم عیناً تکرار شده‌اند.
| ما برون را ننگریم و قال را |  | ما درون را بنگریم و حال را |

بر ظاهرش عیب نمی‌بینم و در باطنش غیب نمی‌دانم

### جناس
جناس یا هم‌جنس‌سازی، نزدیکی هر چه بیشتر واژه‌ها از نظر لفظی است. آرایه جناس به دو نوع اصلی تقسیم می‌شود: جناس تام و جناس ناقص (که جناس ناقص نیز ۴ نوع است).

#### جناس تام
در جناس تام، تمام صامت‌ها و مصوت‌های دو کلمه یکسان هستند، اما معنی آن‌ها با یکدیگر متفاوت است. به‌عبارتی دیگر، واژگانی که دو بار در یک بیت یا عبارت به‌کار می‌روند و هر بار معنایی متفاوت از آن‌ها برداشت می‌شود، متجانس‌اند.
| خرامان بشد سوی آب روان |  | چنان چون شده بازیابد روان |

(روان در مصراع نخست به معنی جاری و در مصراع دوم به معنی جان و روح است)
| نه من از پرده تقوا به‌درافتادم و بس |  | پدرم نیز بهشت ابد از دست بهشت |

(بهشت اول به معنی جنت است و بهشت دوم به‌معنی واگذاشت از مصدر هلیدن)
| چراغ روی تو را گشت شمع پروانه |  | مرا ز حال تو با حال خویش پروانه |

(پروانه دوم به معنی پروایی نیست می‌باشد)
| ای دلبر عیسی نفس ترسایی    |  | خواهم که به پیش من تو بی‌ترس آیی |
| گه اشک ز چشمِ تر من خشک کنی |  | گه بر لب خشکِ من لبِ تر سایی      |

(ترسایی اول با ترس آیی و تر سایی جناس تام دارد)
| امید لذت و عیش از مدارِ چرخ، مدار |  | که در دیار کرم نیست ز آدمی دیّار |

جناس تام دارای فروعی نیز هست، جناس مرکب (یا جناس مَرْفُوّْ) که دو زیر مجموعه نیز دارد: مرکب مَقرون و مرکب مَفروق. همچنین جناس مُلَفَّق نیز از فرعیات جناس مرکب است.

##### جناس مُلَفَّق
در جناس مُلَفَّق هر دو طرف جناس واژه مرکب هستند.
| که تا زنده‌ام هیچ نازارمت |  | برم رنج و همواره نازارمت |

(نازارمت اول به معنی نیازارم ترا و نازارمت دوم به معنی ناز آورم ترا می‌باشد)

##### جناس مَرْفُوّْ
در جناس مَرْفُوّْ یکی از ارکان جناس مفرد و دیگری مرکب از دو کلمه است.
| دور است سر آب از این بادیه، هش دار |  | تا غول بیابان نفریبد به سرابت |

(سر آب)
| چراغ روی تو را گشت شمع پروانه |  | مرا ز حال تو با حال خویش پروانه |

(پروانه دوم به معنی پروایی نیست می‌باشد که مرکب است ولی پروانه اول مفرد)

#### جناس غیرتام (ناهمسان)
هر گاه دو واژه در یکی از موارد آوایی زیر با هم اختلافی جزئی داشته باشند و در یک بیت یا عبارت به‌کار روند؛ که انواع آن جناس ناقص، جناس زاید، جناس مذیّل، جناس مرکّب، جناس مفروق، جناس مقرون، جناس متشابه، جناس مطرّف،
جناس خط، جناس لفظ و جناس مکرّر هستند که در مرور زمان به دلیل تقسیم‌بندی زیاد در حال کنار گذاشته شدن هستند.

##### جناس محرّف
اختلاف دو واژه در صداهای کوتاه (اِعراب) جناس ناقص محرف یا جناس ناقص حرکتی است:
| پس طفل کآرزوی ترازوی زر کُنَد |  | نارنج از آن کَنَد که ترازو کُنَد ز پوست |

| زمان خوشدلی دَریاب و دُریاب |  | که دائم در صدف گوهر نباشد |

(دریاب اولی با فتحه است و دریاب دومی با ضمه)

##### جناس اختلافی یا جناس ناقص به حرف
هر گاه دو رکن جناس در یکی از حروف با هم اختلاف داشته باشند به آن جناس اختلافی یا جناس ناقص به حرف می‌گویند..
کمند/سمند.. آزاد/آزار.. زحمت/رحمت..
| در حلقه گُل و مُل خوش خواند دوش بلبل |  | هات اصبوح هبوا یا ایها السکارا |

(گُل و مُل در حرف اول با هم اختلاف دارند)
| هنگام تنگدستی در عیش کوش و مستی |  | کین کیمیای هستی قارون کند گدا را |

(دستی، مستی و هستی فقط در حرف نخست باهم متفاوتند)
| جذبات شوقک الجمت بسلاسال الغم و البلا |  | هم عاشقان شکسته‌دل که دهند جان بره ولا |

(بلا و ولا در حرف نخست با هم متفاوتند)

##### جناس افزایشی، یک واژه یک حرف بیش از دیگری دارد
خاص و خلاص،کام و کامل
| جان بی جمال جانان میل جهان ندارد |  | هر کس که این ندارد حقا که آن ندارد |

(جان و جهان جناس افزایشی دارند)
| شادی مجلسیان در قدم و مقدم توست |  | جای غم باد هران دل که نخواهد شادت |

(قدم و مقدم جناس افزایشی دارند)
| تو که فلس ماهی حیرتی چه زنی ز بحرِ وجود دم |  | بنشین چو طاهره دمبدم بشنو خروش نهنگِ لا |

(دم و دمبدم جناس افزایشی دارند)
| گر خیال جان همی هستت بدل اینجا میا |  | گر نثار جان و دل داری بیا و هم بیار |

(بیا و بیار جناس افزایشی دارند)
| تنت در جامه چون در جام باده |  | دلت در سینه چون در سیم آهن |

(جام و جامه جناس افزایشی دارند)
| پند گیرید ای سیاهیتان گرفته جای پند |  | عذر آرید ای سپیدیتان دمیده بر عذار |

(عذر و عذار جناس افزایشی دارند)

##### یک واژه از ترکیب دو واژه دیگر به دست می‌آید
- مثال هرگاه دو کلمه یکی ساده و دیگری مشتق آمد

| دل خلوت خاص دلبر آمد |  | دلبر ز کرم به دل برآمد |

##### متشابه یا هم‌آوا
هر گاه دو رکن جناس در تلفظ و خواندن با یکدیگر یکسان باشند اما در نوشتار با هم متفاوت باشند و معنی آنان تغییر کند به آن جناس لفظی می‌گویند..
صبا/سبا.. خوان/خان.. حیاط/حیات.. خیش/خویش.. خار/خوار

##### اختلاف دو واژه در جابه‌جایی حروف است
| پای نِه بر فرق ملک آنگه درآ در ظل فقر |  | تا ببینی مُلک باقی را کنون از هر کنار |

(کلمه فرق و فقر با جابه‌جایی دو حرف قاف و را به یکدیگر تبدیل می‌شوند)

### تخلص
تَخَلُّص در ادبیات، نام هنری شخصی که نام دیگر دارد. به‌طور مثال: سعدی تخلص است و نام اصلی او (مشرف‌الدین) بوده‌است، حافظ (خواجه شمس‌الدین)، نظامی گنجوی (الیاس بن یوسف) و… تخلص را آرایه می‌نامند زیرا در یک شعر آوردن آن بسیار سخت است.

## آرایه‌های معنوی
به آن دسته از آرایه‌هایی که بر پایه تناسب‌های معنایی واژه‌ها شکل می‌گیرند، آرایه‌های معنوی گویند.

### مراعات نظیر و تناسب
به آوردن حداقل دو واژه در یک بیت یا عبارت که در خارج از آن بیت یا عبارت نیز رابطه‌ای آشنا و خاص میان آن‌ها برقرار باشد مراعات نظیر یا تناسب گویند و برخلاف نظر عموم، تفاوتی بین مراعات نظیر و تناسب وجود ندارد.
| چرا چون لاله خونین‌دل نباشم |  | که با ما نرگس او سر گران کرد |

(لاله و نرگس هر دو نوعی گل هستند)
| ابر و باد و مه و خورشید و فلک در کارند |  | تا تو نانی به کف آری و به غفلت نخوری |

(ابر و باد و مه و خورشید و فلک همگی جز عناصر و پدیده‌های طبیعت هستند)
| رسم بدعهدی ایام، چو دید ابر بهار |  | گریه‌اش بر سمن و سنبل و نسرین آمد |

(ابر بهار، سمن، سنبل و نسرین همه جزء عناصر بهار هستند)
| گوشم همه بر قول نی و نغمهٔ چنگ است |  | چشمم همه بر لعل لب و گردش جام است |

(نی، قول، نغمه و چنگ همه عناصر موسیقی هستند)
| مزرع سبز فلک دیدم و داس مه نو |  | یادم از کشته خویش آمد و هنگام درو |

(داس، درو، مزرع و کشته همگی مربوط به کشاورزی و درو کردن محصول هستند)
| تو که فلسِ ماهیِ حیرتی چه زنی ز بحرِ وجود دم |  | بنشین چو طاهره دمبدم بشنو خروش نهنگِ لا |

(فلس، ماهی، بحر و نهنگ همه جزئی از دریا هستند)

### تضاد
هر گاه دو واژه با معنای متضاد در یک بیت یا عبارت به‌کار رود، آرایه تضاد پدید می‌آید.
| محتسب است و شیخ و من صحبت عشق در میان |  | از چه کنم مجابشان پخته یکی و خام دو |

(واژه‌های پخته و خام و یک و دو با هم متضادند)
| در نومیدی بسی امید است |  | پایان شب سیه سپید است |

(واژه‌های /نومیدی/ با /امید/ و همچنین واژگان /سیه/ با /سپید/ متضاد و مخالف هستند)
| به هست و نیست مرنجان ضمیر و خوش میباش |  | که نیستی ست سرانجام هر کمال که ست |

(واژه‌های هست و نیست با هم متضاد هستند)
| ز روی دوست دل دشمنان چه دریابد |  | چراغ مرده کجا شمع آفتاب کجا |

(واژه‌های دوست و دشمنان با هم متضاد هستند)
| از رخ و زلفت ای صنم روز من است همچو شب |  | وای بروزگار من روز یکی و شام دو |

(واژه‌های روز و شب، روز و شام و یک و دو با هم متضادند)
| پند گیرید ای سیاهیتان گرفته جای پند |  | عذر آرید ای سپیدیتان دمیده بر عذار |

(سفیدی و سیاهی با هم متضادند)

### متناقض‌نما (پارادوکس)
هرگاه دو مفهوم متضاد را به‌هم نسبت دهیم یا آن دو را در یک چیز جمع کنیم، آرایهٔ متناقض‌نما شکل می‌گیرد و معمولاً معنایی عمیق و پرمغز در پسِ آن نهفته‌است.
«جامه‌اش شولای عریانی است»
(عریانی به شولا نسبت داده شده، اما شولا نوعی جامه است و در واقع ضد عریانی است)
جیب‌هایم پُر از خالی است. {در عالَم واقع، جمع شدن پُر و خالی با هم غیرممکن است و همدیگر را نقض می‌کنند}
| دولت فقر خدایا بر من ارزانی دار |  | کین کرامت سبب حشمت و تمکین من است |

(در این شعر حافظ دولت را که به معنی ثروت است در کنار متضادش یعنی فقر آورده‌است)
| باز این سکوت گوش خراشت به لب رسید |  | از بین گفته های تو چشمم جز این ندید |

(گوش خراش بودن صفت سر و صدا است و به سکوت نسبت داده شده است. همچنین دیدن گفته ها حس آمیزی است)
| گر زهر کنی بوسه خود بر لب من |  | چون زنده به زهرم، بزن امشب نیشم |

(زهر نماد کشنده بودن است و شاعر دلیل زنده بودن خود را زهر عنوان کرده)

### عکس
هرگاه در یک بیت یا عبارت بین دو مورد (مثل «الف» و «ب»)رابطه‌ای برقرار کنیم و مثلاً بگوییم «الف»، «ب» است یا «الف»، «ب» را آورد و در بخش دیگری از همان بیت یا عبارت بین آن دو مورد همان رابطه را برقرار کرده اما جای آن دو را با هم عوض کنیم آرایه عکس به‌دست می‌آید. همانند عکس نقیض در منطق.
| بهرام که گور می‌گرفتی همه عمر |  | دیدی که چگونه گور بهرام گرفت |

## لف و نشر
هر گاه دو یا چند جزء از کلام بدون توضیحی در پی هم بیایند (لف) و آن گاه توضیحات مربوط به هر یک در پی هم آورده شوند (نشر)، آرایه لفّ‌ونشر شکل می‌گیرند.
| پروانه ز من، شمع ز من، گل ز من آموخت |  | افروختن و سوختن و جامه دریدن |

(پروانه از من افروختن را، شمع از من سوختن را، و گل از من جامه دریدن را آموخت)
| سیب و به و انار به ترتیب لف و نشر |  | دل را و معده را و جگر را مقوی است |

| به روز نبرد آن یل ارجمند  |  | به شمشیر و خنجر به گرز و کمند |
| برید و درید و شکست و ببست |  | یلان را سر و سینه و پا و دست  |

یعنی: (۱) با شمشیر سر را برید و (۲) با خنجر سینه را درید و (۳) با گرز پا را شکست و (۴) با کمند دست را ببست.
| هنر خوار شد، جادوی ارجمند |  | نهان راستی، آشکارا گزند |

هنر (لف ۱)، جادوی (لف ۲) | راستی (نشر ۱)، گزند (نشر ۲)

## تلمیح (اشاره)
هر گاه با شنیدن بیت یا عبارتی به یاد داستان و افسانه، رویدادی تاریخی و مذهبی یا آیه و حدیثی یا … بیفتیم، بدون آنکه آن موضوع مستقیماً تعریف شده باشد، آن بیت یا عبارت دارای آرایه تلمیح است.
| پدرم روضه رضوان به دو گندم بفروخت |  | من چرا ملک جهان را به جویی نفروشم |

(اشاره به داستان آدم و رانده شدن او از بهشت به خاطر خوردن میوه ممنوعه (سیب) در بهشت)
| الا ای یوسف مصری که کردت سلطنت مغرور |  | پدر را بازپرس آخر کجا شد مهر فرزندی |

(اشاره به داستان یوسف و یعقوب است)
| لمعات وجهک اشرقت و شعاع طلعتک اعتلی |  | ز چه رو الست بربکم نزنی بزن که بلی بلی |

(اشاره به داستان خلقت و «بلی» گفتن خلائق بعد از «الست بربکم» گفتن خداوند)
| گفتم ای بخت بخفتیدی و خورشید دمید |  | گفت با این همه از سابقه نومید مشو |

(«سابقه» به معنی سبقت‌گیرنده یا پیشی‌گیرنده بر طبق آیه قرآنی «أن الله سبقت رحمته غضبه» (براستی رحمت خداوند بر غضبش پیشی گرفته‌است) اشاره به رحمت خداوند دارد. البته معنی دیگر سابقه گذشته انسان است. شعر را می‌تواند با هر دو معنی تفسیر کرد که نشان از صنعت ایهام در این شعر دارد)
| لمع البرق من الطور و آنست به |  | فلعلی لک آت بشهاب قبس |

(در این شعر حافظ به داستان موسی و کوه طور اشاره می‌کند)

## تضمین
هر گاه شاعر یا نویسنده‌ای، بخشی از نوشته فردی دیگر را در میان اثر خود جای دهد، آن شعر یا نوشته را تضمین نموده‌است. دقت کنید که باید عین نوشته بیاید و اصولاً داخل «...» بیان می‌شود.
| چه خوش گفت فردوسی پاک زاد   |  | که رحمت برآن تربت پاک باد       |
| «میازار موری که دانه کش است |  | که جان داردو جان شیرین خوش است» |

این دو بیت بخشی از بوستان سعدی است و سعدی بیتی معروف از فردوسی را در میان شعر خود عیناً نقل کرده‌است.
| «جز این قدر نتوان گفت در جمال تو عیب» |  | که وضع مهر و وفا نیست روی زیبا را     |
| زاهد از رندی حافظ نکند فهم چه شد      |  | «دیو بگریزد از آن قوم که قرآن خوانند» |

این دو بیت از دیوان حافظ که در آن خواجه از اشعار سعدی تضمین کرده‌است.
| حافظ از جور تو حاشا که بگرداند روی |  | «من از آن روز که دربند توأم آزادم» |
| «من از آن روز که دربند توأم آزادم» |  | پادشاهم که به دست تو اسیر افتادم   |

بیت اول از حافظ است که در آن خواجه از بیت دوم که از اشعار سعدی است تضمین کرده‌است.
| بر سر تربت من با می و مطرب بنشین   |  | «تا به بویت ز لحد رقص کنان برخیزم»  |
| چون شوم خاک به خاکم گذری کن چو صبا |  | «تا به بویت ز زمین رقص کنان برخیزم» |

بیت اول از حافظ است که در آن خواجه از بیت دوم که از اشعار سلمان ساوجی است تضمین کرده‌است.
| «چراغ روی تو را شمع گشت پروانه» |  | مرا ز حال تو با حال خویش پروا نه |
| «چراغ حسن تو را شمع روز پروانه» |  | کمند زلف تو را باد صبح سرگردان   |

بیت اول از حافظ است که در آن خواجه از بیت دوم که از اشعار سلمان ساوجی است تضمین کرده‌است.
| مجو درستی عهد از جهان سست نهاد   |  | «که این عجوز عروس هزاردامادست»   |
| مده به شاهد دنیا عنان دل، زنهار! |  | «که این عجوزه عروس هزار دامادست» |

بیت اول از حافظ است که در آن خواجه از بیت دوم که از اشعار اوحدی است تضمین کرده‌است.
| «آن کس که به دست جام دارد» |  | سلطانی جم مدام دارد       |
| آواز دهید، تا ببینند       |  | «صوفی که به دست جام دارد» |

بیت اول از حافظ است که در آن خواجه از بیت دوم که از اشعار اوحدی است تضمین کرده‌است.

## اغراق (مبالغه)
هنگامی که شاعر یا نویسنده، صفتی را در فرد یا پدیده‌ای آنچنان برجسته نشان دهد که در عالم واقع امکان دستیابی به آن صفت در آن حد و اندازه وجود نداشته باشد، آرایه اغراق آفریده می‌شود. البته این ادعای غیرممکن باید به گونه‌ای بیان شده باشد که باعث افزایش گیرایی سخن گردد و شعار گونه وغیر واقعی جلوه نکند.
| بخواهد هم از تو پدر کین من |  | چو بیند که خاک است بالین من |

(اغراق در ممکن نبودن رهایی از انتقام پدر)
| شود کوه آهن چو دریای آب |  | اگر بشنود نام افراسیاب |

(اغراق در ترس از شنیدن نام افراسیاب که کوه آهن را ذوب می‌کند)
| زین آتش نهفته که در سینه منست |  | خورشید شعله‌ایست که در آسمان گرفت |

(اغراق در اینکه خورشید تنها شعله‌ای کوچک از آتش عشقی است که در قلب حافظ فروزان است)
| با ساربان بگویید احوال آب چشمم |  | تا بر شتر نبندد محمل به روز باران |

(سعدی به گونه‌ای در روز وداع یار می‌گرید که سیل راه می‌افتد و راه بر کجاوه می‌بندد)

## حسن تعلیل
هرگاه شاعر دلیلی ادعایی برای پدیده‌ای بیافریند یا بین دو پدیده رابطهٔ علت و معلولیی تخیّلی ایجاد کند به حسن تعلیل دست یافته‌است. حسن تعلیل بعد از ایهام، یکی از صناعت‌های غالب در شعر حافظ است.
| چشم هایت را که دیدم ناگهان شاعر شدم |  | تا بگویم حس و حالی بی کران شاعر شدم |

حسن تعلیل: شاعر علت شاعر شدن خودش را دیدن چشم های معشوق و نیاز به بیان حس خودش بیان کرده است.
| تا چشم بشر نبیندت روی |  | بنهفته به ابر چهر دلبند |

حسن تعلیل: شاعر علت ابر پوش بودن قله دماوند را بخاطر ندیده شدن آن از سوی بشر بیان کرده‌است.
| تو قلب فسردهٔ زمینی |  | از درد ورم نموده یک چند |

حسن تعلیل: علت برآمدگی دماوند اینگونه توجیه شده‌است که «دماوند» قلب زمین تصور شده‌است که درد گرفته و از شدت درد، ورم نموده‌است.
| خاک بغداد به مرگ خلفا می‌گرید |  | ور نه این شط روان چیست که در بغداد است؟ |

حسن تعلیل: شاعر علت جاری بودن رود دجله در بغداد را گریستن خاک آن شهر به مرگ خلفا می‌داند و حال
آنکه می‌دانیم جاری بودن رود در بغداد امری طبیعی است.
| رسم بدعهدی ایام چو دید ابر بهار |  | گریه اش بر سمن و سنبل و نسرین آمد |

حسن تعلیل: حافظ علت باران بهاری را گریه ابر بهاری به علت بدعهدی ایام می‌داند.
| ذره را تا نبود همت عالی حافظ |  | طالب چشمه خورشید درخشان نشود |

حسن تعلیل: حافظ علت رسیدن ذرات معلق در هوا به خورشید را بلند همتی آنان می‌داند.
| به سرو گفت کای میوه ای نمی آری |  | جواب داد که آزادگان تهی دستند |

حسن تعلیل: سرو علت میوه نداشتن خود را که نشان از تهی‌دستی درخت هم هست آزادگی می‌داند.
| از حیای لب شیرین تو ای چشمه نوش |  | غرق آب و عرق اکنون شکری نیست که نیست |

حسن تعلیل: در این بیت حافظ علت حل شدن شکر در آب را کم آوردن شکر در برابر شیرینی لب یار می‌داند.
| اشک غماز من ار سرخ برآمد چه عجب |  | خجل از کردهٔ خود پرده دری نیست که نیست |

حسن تعلیل: در این بیت حافظ دلیل سرخی اشک خود را خجلت اشک از فاش کردن راز شاعر می‌داند.

## ارسال المثل
هر گاه شاعر یا نویسنده در سخن خود از «ضرب‌المثلی» استفاده کند یا بخشی از سخن او آنقدر معروف باشد که به عنوان ضرب‌المثل به کار رود؛ آن بخش از کلام، دارای آرایه ارسال المثل یا به اختصار، مثل است. پس، ارسال المثل عبارت است از: آوردن مطلبی حکیمانه در شعر، که نتیجه آن باعث آرایش کلام و تقویت بنیه سخن می‌شود.
«مثل» یا «ضرب‌المثل» گفتاری کوتاه و شایع است که معمولاً در قالب بیانی کلیشه‌ای مطرح شده به دلیل ایجاز کلام و غنی بودن مفهوم آن، با استقبال عامه مواجه می‌شود و مردم در گفتگوها، مجادله‌ها و اندرزهایشان از آن استفاده می‌کنند، مانند: «بادآورده را باد می‌برد».
منشأ ایجاد مثل، تودهٔ مردم است. علی اکبر دهخدا دربارهٔ مثل می‌گوید: «پدران ما، مثل را یکی از اقسام بیست و چهارگانه ادب شمرده‌اند و همانند دیگر قسمت‌ها به آن اهمیت داده‌اند. پدران ما کمتر فکری است که نکرده و کمتر اندیشه‌ای است که در عبارتی کوتاه و رسا در دسترس همه نگذاشته باشند، گویا از قدیم ایرانیان به حکمت و مثل مشهور بوده‌اند.»
گاه آوردن یک مَثَل در نظم و نثر یا خطابه و سخنرانی، اثرش در پروراندن مقصود و جلب توجه خواننده و شنونده، بیش از چندین بیت منظوم و چند صفحه مقاله و رساله باشد.
| بی‌گمان دیوار طبع پست خاک‌آلود ماست |  | گر بود کوتاه‌تر دیواری از دیوار ما |

| آن دم که دل به عشق دهی خوش دمی بُوَد |  | در کار خیر، حاجت هیچ استخاره نیست |

| آنکس که بدم گفت بدی سیرت اوست |  | وانکس که مرا گفت نکو خود نیکوست    |
| حال متکلم از زبانش پیداست     |  | از کوزه همان برون تراود که در اوست |

| چون نیک نظر کرد پر خویش بر ان دید |  | گفتا زکه نالیم که از ماست که بر ماست |

| تو نیکی می‌کن و در دجله انداز |  | که ایزد در بیابانت دهد باز |

همهٔ بیت اخیر، ضرب‌المثل شده‌است

## تمثیل
هر گاه برای تاًیید یا روشن شدن مطلبی (معمولاً پیچیده) آن را به موضوعی ساده‌تر تشبیه کنیم یا برای اثبات موضوعی نمونه‌ای بیاوریم آرایه تمثیل را به کار گرفته‌ایم.
| من اگر نیکم اگر بد تو برو خود را باش |  | هر کسی آن درود عاقبت کار که کشت |

(حافظ خطاب به زاهدان و واعظان می‌گوید که من اگر خوب یا بد هستم ربطی به شما ندارد و شما همان بهتر که مراقب اعمال خود باشید، همچنان‌که هر کسی هنگام درو آنچه را که خود کاشته‌است برداشت می‌کند. شاعر برای درستی گفته خود در مصراع نخست، در مصراع دوم موضوعی ساده را که درستی آن بر همه آشکار است به عنوان نمونه‌ای برای ان ذکر می‌کند)
| پنجره می گفت: دنیا را بگردان در نظر |  | تا نباشد رنج و سختی گل نمی گردد گلاب |

(رنج و سختی های زندگی منجر به پخته شدن و کمال فرد می شود. این موضوع به گرما و سختی که به گل برای گلاب شدن وارد می شود تشبیه شده)

## سؤال و جواب
سؤال و جواب یا مناظره یا پرسش و پاسخ یا گفتگو یا مراجعه؛ آن است که متکلم آنچه را که بین دو کس واقع شده، در شعر به‌صورت پرسش و پاسخ یا پیغام و جواب به لفظی بلیغ و با اسلوبی لطیف بیان کند، و تمام شعر مبتنی بر پرسش و پاسخ یا گفتگو باشد. به عبارتی دیگر، در اصطلاح ادبی، شعر یا نثری است که در آن دو چیز یا دو کس در مقابل هم قرار می‌گیرند و بر سر موضوعی با هم به بحث و گفتگو می‌پردازند تا سرانجام یکی بر دیگری غالب آید و نتیجهٔ دلخواه و از پیش معلوم، حاصل شود.
در این نوع شعر معمولاً، در مصرع یا بیت اول سؤال به میان می‌آید و در مصرع یا بیت دوم جواب آن داده می‌شود و شکلی از گفتگو را ایجاد می‌کند و مخاطب را در جواب شعری و لذت هنری شعر سهیم می‌کند. نمونه‌های این صنعت از نخستین برهه‌های پیدایش ادبیات فارسی وجود دارد. مانند: «گفتگوی زاغ سیاه و باز» در دیوان عنصری و سؤال و جواب‌های عاشقان و معشوقان، اشیاء و آدم‌ها، آدم‌ها با آفریده‌های ذهنی؛ نمونه‌های موفق سؤال و جواب را در شعر حافظ، مولانا، نظامی گنجوی، پروین اعتصامی و دیگر شاعران و نویسندگان بزرگ می‌توان دید.
در این طرز سخن، کلماتی که بیان‌گر سؤال و جواب هستند به‌کار می‌رود مانند: گفتم، گفتا. «مناظرهٔ خسرو با فرهاد» در مثنوی خسرو و شیرین نظامی گنجوی، نمونه‌ای از این آرایه است:
| نخستین بار گفتش کز کجایی |  | بگفت از دار ملک آشنایی |

نمونه‌ای از پروین اعتصامی:
| محتسب مستی به ره دیده و گریبانش گرفت |  | مست گفت ای دوست این پیراهن است افسار نیست |
| گفت مستی زان سبب افتان و خیزان می‌روی |  | گفت جرم راه رفتن نیست ره هموار نیست       |

سؤال و جواب مرهون عوامل دیگری هم هست؛ از جمله: اسلوب حکیم (به این معنا که شنونده، سخن یا پاسخ گوینده را به معنی دیگر حمل کند. این تبدیل و تغییر معنا را در اصطلاح اسلوب حکیم می‌گویند)، حسن تعلیل، تشبیه و جناس.

## اسلوب معادله
هرگاه شاعر بیتی بسراید که با عوض کردن جای مصراع اول و مصراع دوم خللی در مفهوم بیت ایجاد نشود و بیت دوم مصداقی برای بیت اول باشد، به آن آرایهٔ اسلوب معادله گویند. صائب تبریزی از جمله شاعرانی است که اسلوب معادله را به عنوان یک عنصر اصلی در اشعار خویش قرار داده‌است. (شاعر در مصراعی سخن می‌گوید و برای اثبات سخن خود از مثل استفاده می‌کند)
| دود اگر بالا نشیند کسر شأن شعله نیست |  | جای چشم، ابرو نگیرد، گرچه او بالاتر است |

| عیب پاکان زود بر مردم هویدا می‌شود |  | موی اندر شیر خالص زود پیدا می‌شود |

| پردهٔ شرم است مانع در میان ما و دوست |  | شمع را فانوس از پروانه می‌سازد جدا |

| محرم این هوش جز بی هوش نیست |  | مر زبان را مشتری جز گوش نیست |

| پیشانی عفو تو را پرچین نسازد جرم ما |  | آیینه کی برهم خورد از زشتی تمثال‌ها |

ای دوست دزد حاجب و درمان نمی‌شودگرگ سیه روز سگ چوپان نمی‌شود

## اسلوب الحکیم
در اصطلاح آن است شاعر جمله‌ای آورد که حمل بر بیش از یک پاسخ شود و پاسخ برخلاف انتظار باشد.
| گفتی ز خاک بیشترند اهل عشق من |  | از خاک بیشتر نه که از خاک کمتریم |

## استثنای منقطع
حکمی راکه هیچ ربطی به هم ندارد مورد استثنا قرار دادن، همچنین در این صنعت از حروف استثناء استفاده می‌شود.
| بخشکید سرچشمه‌های قدیم |  | نماند آب جز آب چشم یتیم |

(سعدی)
| ابا تاج و با گنج نادیده رنج |  | مگر زلفشان دیده رنج شکنج |

(فردوسی)

## تشبیه
یعنی مانند کردن چیزی به چیز دیگر که به جهت داشتن صفت یا صفاتی با هم مشترک باشند.
هر تشبیه دارای چهار رکن یا پایه است:
1. مشبه: کلمه‌ای که آن را به کلمه‌ای دیگر تشبیه می‌کنیم.
2. مشبه به: کلمه‌ای که کلمهٔ دیگر به آن تشبیه می‌شود.
3. وجه شبه: صفت یا ویژگی مشترک بین مشبه و مشبه به است. (دلیل شباهت)
4. ادات تشبیه: کلمات یا واژه‌هایی هستند که نشان دهندهٔ پیوند شباهت می‌باشند و عبارتنداز: همچون، چون، مثل، مانند، به سان، شبیه، نظیر، همانند، به کردار و ….

مثال: علی مانند شیر شجاع است.
به ترتیب: مشبه (علی)؛ ادات تشبیه (مانند)؛ مشبه به (شیر)؛ وجه شبه (شجاع)
اگر تشبیهی ادات تشبیه داشته باشد تشبیه را مرسل می‌گویند.
اضافه تشبیهی:هرگاه در تشبیه، یکی از طرفین تشبیه (مشبه یا مشبه به) به دیگری اضافه (مضاف واقع شود) شود. به آن «اضافهٔ تشبیهی» می‌گویند.
مثال:آفتاب نظر بپرورند.
آفتاب نظر یک ترکیب اضافی است که در واقع دو رکن اول و دوم یک تشبیه بوده‌اند.
| تنت در جامه چون در جام باده |  | دلت در سینه چون در سیم آهن |

(تن در جامه به باده در جام و دل در سینه به نقره در آهن تشبیه شده‌است)
| عشق دردانه است و من غواص و دریا میکده |  | سر فرو بردم در آنجا تا کجا سر برکنم |

(شاعر خود را به غواص، میکده را به دریا و عشق را به دردانه تشبیه کرده‌است)
| شبی چون چاه بیژن تنگ و تاریک |  | چو بیژن در میان چاه او من |

(شاعر شب را به چاه بیژن و خود را به بیژن در چاه تشبیه کرده‌است)
| همی راندم فرس را من به تقریب |  | چو انگشتان مرد ارغنون زن |

(منوچهری در این شعر راندن اسب را به حرکات دست نوازنده ارغنون تشبیه کرده‌است)
| آن برگ رزان بین که بر آن شاخ رزانست |  | گویی به مثل پیرهن رنگ‌رزانست |

(منوچهری در این شعر رنگ برگ درختان پاییزی را به پیرهن رنگ‌رزان تشبیه کرده‌است)

## مجاز
به کار رفتن واژه‌ای به جای واژه دیگر مجاز نام دارد. هیچ‌گاه چنین امری ممکن نیست مگر آن که میان آن دو واژه در خارج از کلام رابطه‌ای بر قرار باشد.
برای مثال:
آن قدر گرسنه‌ام که می‌توانم تمام ظرف را بخورم. تمام ظرف را بخورم مجاز از محتویات درون ظرف
و رابطه‌ای میان دو واژه‌ای ظرف و غذا در این عبارت است.
ماه دشت لاله‌ها را روشن کرده‌است (ماه: مجاز از نور ماه است)
| سر آن ندارد امشب که برآید آفتابی |  | چه خیال‌ها گذر کرد و گذر نکرد خوابی |

(سر اینجا بمعنی فکر و اندیشه است، یعنی آفتاب در فکر برآمدن نیست)
| نبندی زان میان طرفی کمروار |  | اگر خود را ببینی در میانه |

(منظور از کمر کمربند است و کمروار یعنی مانند کمربند میان‌تهی)

## استعاره
هر گاه واژه‌ای به دلیل شباهتی که با واژه دیگر دارد به جای آن به کار رود استعاره پدید می‌آید. (همچنین بیان امری نا شناخته بر حسب امر شناخته شده) در واقع استعاره نوعی از تشبیه است که یکی از دو طرف تشبیه در آن ذکر نشده باشد (یا مشبه یا مشبه به ذکر نشده باشد).
بر کشته‌های ما جز باران رحمت خود مبار. (کشته‌ها به کسر «ک»)
در این عبارت رحمت خدا به باران مانند شده‌است. روشن است که در این عبارت، منظور از کشته‌ها معنایی لفظی آن نیست بلکه مقصود اعمال بندگان است.
در «هرچه خواهی در سوادش رنج برد تیغ صرصر خواهدش حالی سترد»، «تیغ صرصر» استعاره از باد است.
استعاره از واژهٔ عاریه آمده‌است بمعنی عاریه گرفتن ویژگی از کسی یا چیزی برای دیگری
استعاره خود دو نوع دارد استعاره مکنیه استعاره مصرح

### استعاره مکنیه
این نوع استعاره به نوعی از تشبیه گفته می‌شود که در آن مشبه به حذف شده باشد.

### استعاره مصرح
این نوع استعاره به نوعی از تشبیه گویند که در آن مشبه محذوف باشد.

### اضافه استعاری
در تشبیه، هم مشبه وجود دارد و هم مشبه به ولی اگر یکی از این‌ها غایب باشد! و به جایش لوازم یا ویژگی‌اش را ببینیم که به‌صورت اضافی آمده‌است، اضافه استعاری می‌نامیم. هم چنین در اضافه استعاری «مضاف» در معنی حقیقی خود به‌کار نمی‌رود و ما «مضاف‌الیه» را به چیزی تشبیه می‌کنیم که دارای جزء یا اندامی است ولی چنین جزء و اندام که «مضاف» است برای «مضاف‌الیه» یک واقعیت نیست بلکه یک تصور و فرض است.
مثال:دامن شب-رقص مرگ-دل شب
| بتی دارم که گرد گل ز سنبل سایه بان دارد |  | بهار عارضش خطی به خون ارغوان دارد |

(بت استعاره از یار، گل استعاره از صورت و سنبل استعاره از زلف ریخته بر صورت است)
| عالَم از شور و شر عشق خبر هیچ نداشت |  | فتنه انگیز جهان نرگس جادوی تو بود |

(نرگس استعاره از چشم است)
| نرگسش عربده جوی و لبش افسوس کنان |  | نیمه شب دوش به بالین من آمد بنشست |

(نرگس استعاره از چشم است)
| در این بازار اگر سودی است با درویش خرسند است |  | خدایا، منعم گردان به درویشی و خرسندی |

(بازار استعاره از دنیاست)
| مرا در خانه سروی هست کاندر سایه قدّش |  | فراغ از سرو بستانی و شمشاد چمن دارم |

(سرو استعاره از یار بلند قد است)

## کنایه
به جملات زیر توجه کنید
«تنها همان رتبه‌های بالا را وعده بگیر و مابقی را نقداً خط بکش»
«با حال استیصال پرسیدم پس چه خاکی بر سرم بریزم؟»
دو عبارت مشخص شده در جمله‌های بالا دارای دو معنی نزدیک و دور هستند اما معنی دور آن‌ها مورد نظر است. خط بکش در اصطلاح یعنی نادیده بگیر و چه خاکی به سرم بریزم یعنی چه کار باید بکنم در جمله‌های ذکر شده این معانی دور مورد نظر است و معانی نزدیک و واقعی مقصود نویسنده را نمی‌رساند و به این کار برد کنایه می‌گویند
مثال
«هنوزم از دهانت بوی شیر می‌آید»
بوی شیر کنایه از خردسال بودن است.

## تشخیص (جان‌بخشی به اشیاء)
هر گاه صفات انسان یا یک جاندار را به یک جسم بی جان ربط بدهیم از آرایهٔ تشخیص استفاده کرده‌ایم.
مثال:
این کتاب من را به خواندنش دعوت می‌کند، دیوارهای زندان پرواز می‌کردند.
اینچنین که موج ساحل را نوازش می کند | یک نگاه ساده را انگار خواهش می کند

## حس‌آمیزی
آمیختن دو یا چند حس را در متن و… را حس‌آمیزی می‌گویند.
هر گاه موضوعی را که مربوط به یکی از حواس است به چیزی نسبت دهیم که با آن حس قابل احساس نباشد، آرایه حس‌آمیزی آفریده می‌شود که در زبان روزمره نیز کم‌کاربرد نیست.
طعم پیروزی را چشید…
در این عبارت «مزه» که مربوط به حس چشایی است به پیروزی نسبت داده شده‌است. اما پیروزی با حس چشایی قابل احساس نیست.
حقیقت تلخ است.
در این عبارت تلخی که مربوط به حس چشایی است به حقیقت نسبت داده شده‌است. اما حقیقت با حس چشایی قابل احساس نیست.
آمیختن دو یا چند حس را در متن و… را حس‌آمیزی می‌گویند. (این توضیح در کتاب ادبیات پایه دهم آمده‌است)
| ریگ آموی و درشتی راه او |  | زیر پایم پرنیان آید همی |

در این شعر رودکی از حس لامسه در مصرع دوم استفاده می‌کند:
گاهی شاعر از چند حس را با هم استفاده می‌کند. به عنوان مثال حقوقی حس رنگ و صدا را به این شکل با هم درآمیخته است:
| ای کاش با فصاحت این کبود |  | اندام من تلفظ شیرین آب بود |

از نمونه‌های دیگر حس‌آمیزی درهم‌آمیختن سه حس شنوایی، بینایی و بساوایی در این شعر شفیعی کدکنی است:
با حنجره چکاوک خردی که ماه دی
از پونه بهار سخن می‌گوید
وقتی کزان گلوله سربی
با قطره قطره خونش
موسیقی مکرر و یکریز برف را
ترجیعی ارغوانی می‌بخشد.

## تکرار
تکرار آرایه است که در آن شاعر به‌منظور نشان دادن اهمیت، و برجسته ساختن یک واژه یا یک عبارت در شعر یا ایجاد موسیقی و آرایش سخن، لفظ یا الفاظی را مکرر می‌آورد.
- مثال[۳۱]

| بماناد این گل اندر دست رامین |  | گو با او جام می بر دست رامین |

- مثال[۳۱]

| هوا هوای بهار است و باده باده ناب |  | به خنده خنده بنوشیم جرعه جرعه شراب |

- مثال[۳۱]

| نه موبد بیند از من شادکامی |  | نه من بینم ز موبد نیکنامی |

| ای ذبیح‌الله ز قربانگاه عشق |  | بر مگرد و جان بده در راه عشق |

| نفس نفس اگر از باد نشنوم بویش |  | زمان زمان چو گل از غم کنم گریبان چاک |